# Szabados (település)
Szabados (1899-ig Fekete-Lehota, szlovákul: Čierna Lehota) község Szlovákiában, a Kassai kerület Rozsnyói járásában.

## Fekvése
Rozsnyótól 30 km-re, északnyugatra fekszik.

## Története
A falu a 15. században a vlach jog alapján keletkezett, első írásos említése 1551-ben „Lehota” néven történt. 1559-ben „Ober Lehota”, 1601-ben „Fekete Lehota” néven említik. A csetneky Bebek család birtoka volt, később a 17. századtól az Andrássyaké. Lakói pásztorkodással, favágással, fazsindely készítéssel, szövéssel foglalkoztak. Az 1709 és 1710-ben dühöngő pestisjárványnak 450 lakos esett áldozatául.
A 18. század végén Vályi András így ír róla: „Fekete Lehota. Tót falu Gömör Várm. földes Urai több Uraságok, lakosai katolikusok, és többen evangelikusok, fekszik Csetnekhez nem meszsze, és annak filiája, határja meg lehetős, vas bányák, és hámorok is vannak itten, keresetre nem sok módgyok van.”
A 19. század elején papírgyára, vasolvasztója volt. 1828-ban 108 házában 931 lakos élt. Lakói a helyi gyárakban dolgoztak, illetve földműveléssel és állattenyésztéssel foglalkoztak.
A 19. század közepén Fényes Elek eképpen írja le: „Fekete-Lehota, (Csetnek Lehota), tót falu, Gömör és Kis-Honth vmegyékben, Csetnekhez északra 2 órányira, a Cserna-Hora hegye alatt; 12 kath., 919 evang. lak. Evang. anyaszentegyház. Földjei domboldalban feküsznek, de azért nem terméketlenek, sőt hires rozsot, borsot, lent teremnek. Rétjei is, a völgyek keskenyek lévén, hegyeken vannak. Lakosai fuvaroznak és gyolcsot szőnek. A csetneki uradalomhoz tartozik. Ut. posta Rosnyó.”
Borovszky Samu monográfiasorozatának Gömör-Kishont vármegyét tárgyaló része szerint: „Feketelehota, a csetneki völgy elején fekvő tót kisközség, 189 házzal és 949, túlnyomó számban ág. ev. vallású lakossal. Csetnek-Lehota néven is ismeretes volt és mindenkor a csetneki uradalomhoz tartozott, melylyel együtt az Andrássy család kezeibe került. Vasbányái és kohói már a XVIII. század elején mívelés alatt állottak. A község határában ered az Ochtina, vagy másként szlabosi patak. 1873-ban a kolera a lakosokat megtizedelte. Ág. ev. temploma 1772-ben épült. A község postája és távírója Nagyszlabos.”
1920-ig Gömör-Kishont vármegye Rozsnyói járásához tartozott.

## Népessége
| Év:            | 1994. | 2004.   | 2014.    | 2024.    |
| -------------- | ----- | ------- | -------- | -------- |
| Emberek száma: | 620   | 582     | 662      | 567      |
| Eltérés:       |       | -6,12 % | +13,74 % | -14,35 % |

| Év:            | 2023. | 2024.   |
| -------------- | ----- | ------- |
| Emberek száma: | 579   | 567     |
| Eltérés:       |       | -2,07 % |

1910-ben 959-en, többségében szlovákok lakták, jelentős magyar kisebbséggel.
2001-ben 604 lakosából 585 szlovák volt.
2011-ben 666 lakosából 622 szlovák.

## Nevezetességei
- Evangélikus temploma 1774-ben épült, 1930-ban klasszicista stílusban építették át.

## Híres emberek
- Itt született Podhorszky Lajos (1815–1891) nyelvész, a Magyar Tudományos Akadémia levelező tagja.